# Joseph Daul
Pour les articles homonymes, voir Daul.
Joseph Daul, né le 13 avril 1947 à Strasbourg, est un homme politique français. Membre du parti Les Républicains, il est député européen de 1999 à 2014 et préside le groupe du Parti populaire européen de 2007 à 2014. Il préside le Parti populaire européen de 2013 à 2019.

## Biographie
Joseph Daul quitte l’école à 14 ans. Il est éleveur de bovins et milite au sein du mouvement agricole français : vice-président du Centre national des jeunes agriculteurs entre 1976 et 1980, il occupe le même mandat à la FNSEA entre 1993 et 1999. Vice-président de la Chambre d'agriculture du Bas-Rhin, il est membre du Conseil économique et social de 1991 à 1999, président du groupe viande au sein du Comité des organisations professionnelles agricoles de l'Union européenne de 1996 à 1999. Il préside également la Fédération nationale bovine (FNB) à partir de 1990, la Confédération nationale de l'élevage (CNE) à partir de 1993 et l'association nationale interprofessionnelle du bétail et des viandes (Interbev) à partir de 1995-1999, le Centre d'information des viandes (Civ) à partir de 1996, ainsi que la Coopérative des producteurs de viande d'Alsace (Copvial) et la Fédération de la coopérative d'Alsace. 
Il a été auditeur de l'Institut des hautes études de Défense nationale (IHEDN), entre 1982 et 1983[réf. nécessaire].
Dans le même temps, il entreprend une carrière politique. Élu maire de Pfettisheim en 1989 puis réélu jusqu'en 2001, date à laquelle il devient maire-adjoint, et vice-président de la communauté de communes du Kochersberg. En 1999, le président de la République Jacques Chirac lui propose de tenter sa chance aux élections européennes de 1999, une fois élu, il conserve son exploitation agricole qu’il rejoint les week end. Il pratique la chasse.
Président de la commission de l'agriculture et du développement rural au Parlement européen entre 2002 et 2007, il est élu le 9 janvier 2007, président du groupe du Parti populaire européen et des Démocrates européens (PPE-DE devenu PPE en 2009), succédant ainsi au député allemand Hans-Gert Pöttering (CDU).
Le 12 novembre 2004, Joseph Daul est mis en examen pour complicité et recel d'abus de biens sociaux dans le cadre de l'affaire Unigrains / FNSEA. Ces problèmes judiciaires suscitent le mécontentement de certains députés européens du PPE-DE lorsqu’il en devient président en 2007. Joseph Daul est blanchi le 5 décembre 2008 des charges retenues contre lui.
Réélu député européen le 7 juin 2009, il est reconduit à la tête du groupe du Parti populaire européen le 23 juin 2009. Négociateur réputé, il jouit de contacts étroits avec Angela Merkel. Il est conservateur sur les questions de société comme en témoignent les votes de son groupe sur les questions LGBT, l'égalité salariale hommes-femmes ou la contraception. Le groupe PPE étant plutôt fédéraliste, les conservateurs anglais l'ont quitté en 2009 sous sa présidence.
Il soutient la candidature de François Fillon pour la présidence de l'UMP lors du congrès d'automne 2012.
En octobre 2013, Wilfried Martens lui demande de le remplacer à la présidence du PPE pendant sa maladie.[réf. nécessaire] Après sa mort en 2014, Joseph Daul devient président du PPE et décide de ne pas se représenter aux élections européennes de 2014 et il quitte alors la présidence du groupe PPE pour se consacrer à plein temps à sa nouvelle fonction. Lors du congrès PPE de Madrid en octobre 2015, il est réélu à la tête du parti.
Joseph Daul avait une certaine clémence pour Viktor Orbán, fils d'un ingénieur agronome ; mais en 2018 il imagine une suspension du premier ministre hongrois du PPE,.

## Détail des mandats et fonctions
- 1989-2001 : maire de Pfettisheim
- 1990-1999 : membre du Conseil économique et social
- 1999-2014 : député européen
- 2001-2008 : adjoint au maire de Pfettisheim et vice-président de la communauté de communes du Kochersberg
- 2007-2014 : président du groupe du Parti populaire européen (PPE-DE, puis PPE à partir de 2009)
- 2013-2019 : président du Parti populaire européen

## Distinctions et hommages

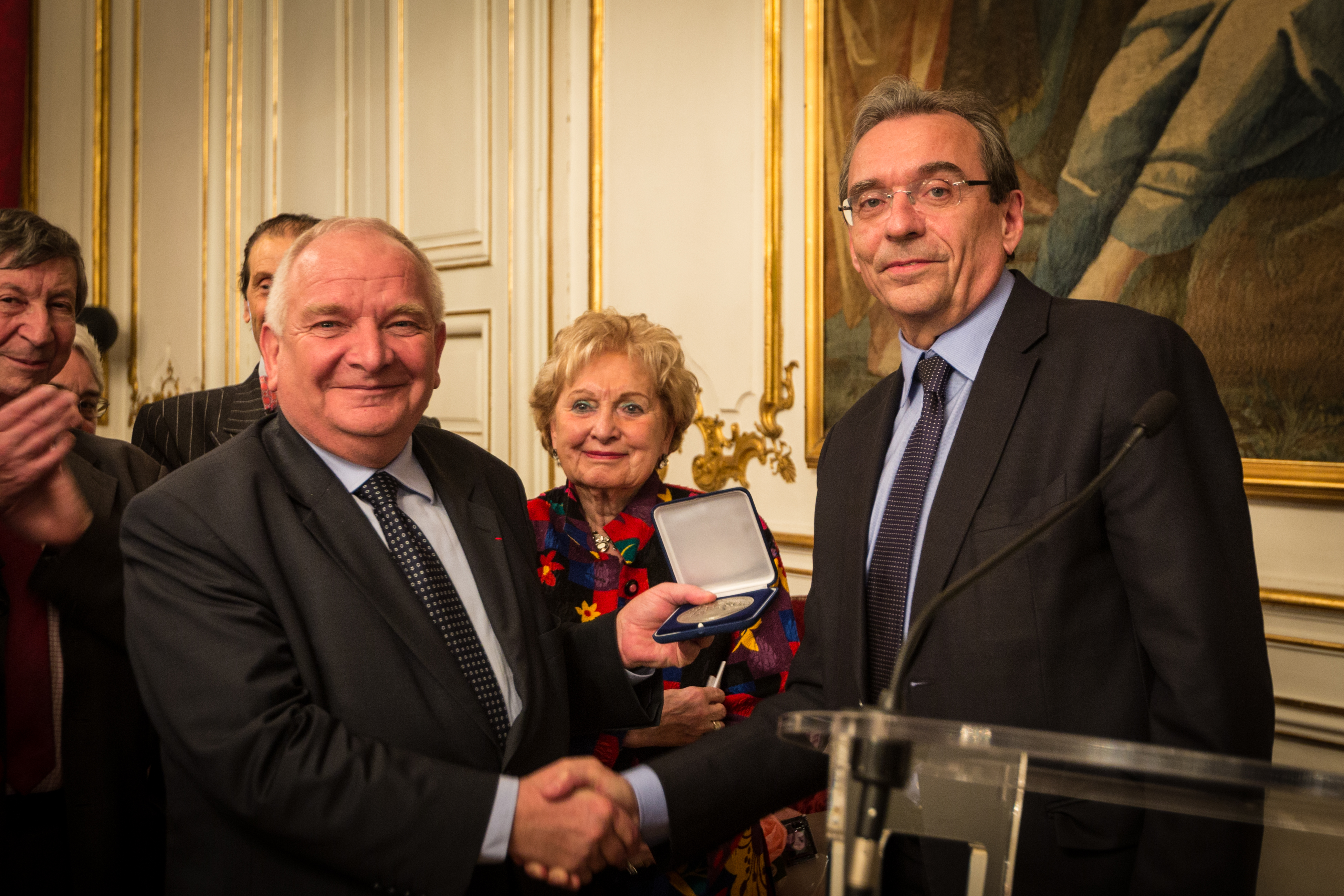
Remise de la médaille d’honneur de la ville de Strasbourg à Joseph Daul par Roland Ries le 26 février 2014.

- Chevalier de la Légion d'honneur (1997)
- Chevalier de l'ordre national du Mérite (1994)
- Officier de l'ordre du Mérite agricole (1987)
- Chevalier grand-croix de l'ordre du Mérite de la République italienne‎ (2022)[10]
- Médaille d’honneur de la ville de Strasbourg (2014)